# Richard Seymour-Conway, IV marchese di Hertford
Il capitano Richard Seymour Conway, IV marchese di Hertford KG (Londra, 22 febbraio 1800 – Parigi, 25 agosto 1870) è stato un nobile e collezionista d'arte britannico.

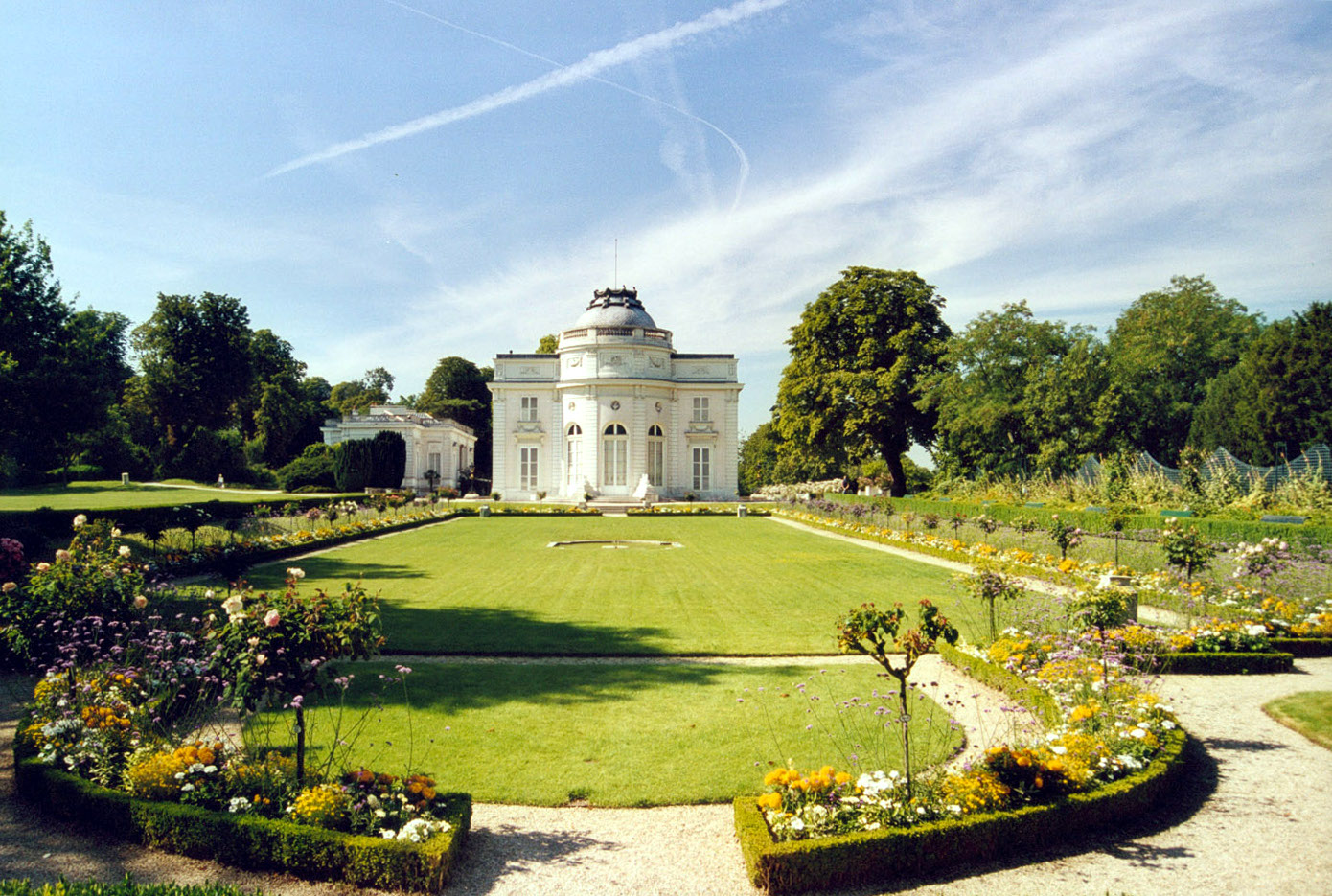
Il castello di Bagatelle, dimora di Hertford dal 1848.

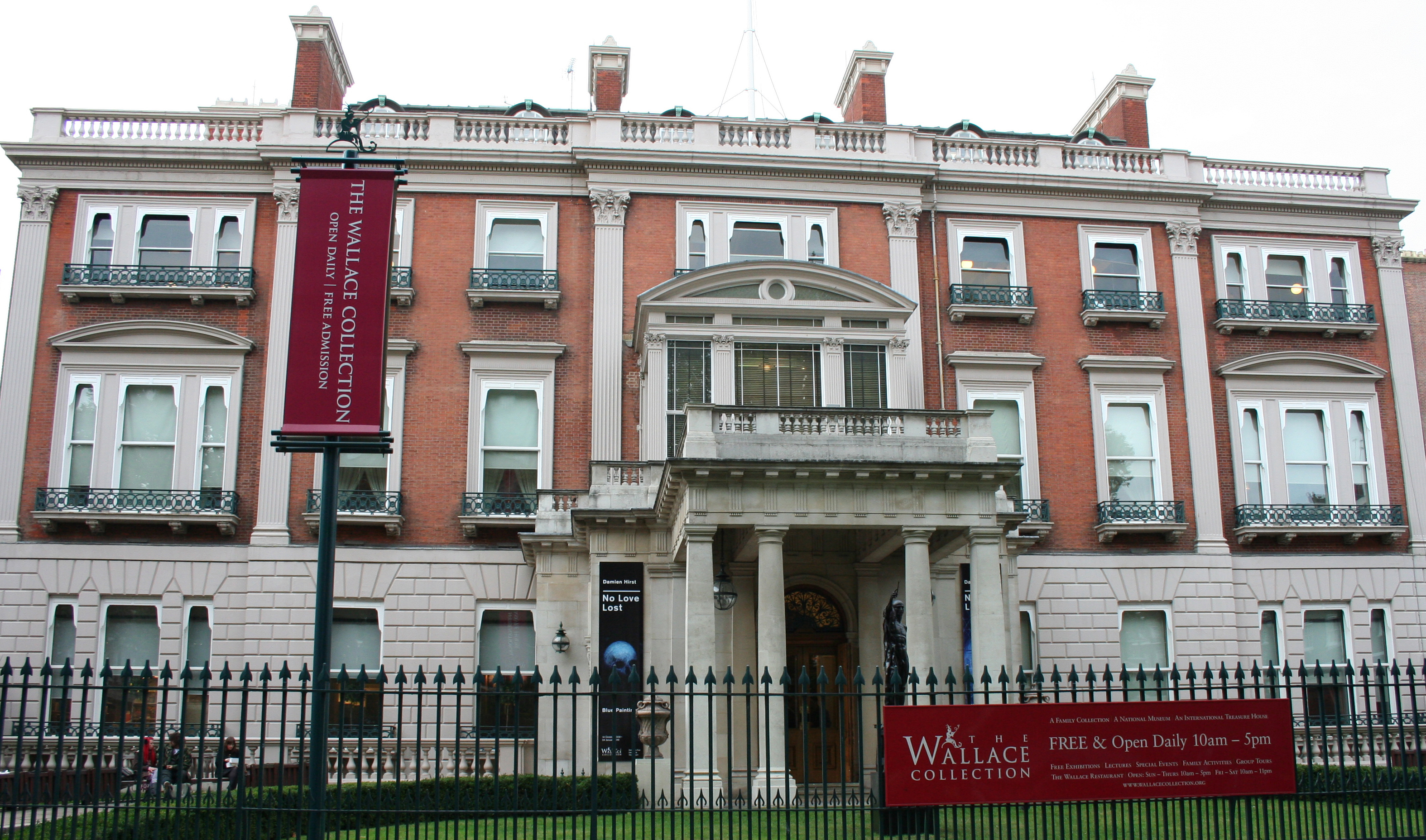
Hertford House, sede della Wallace Collection

Fu, talvolta, anche politico e trascorse la sua vita in Francia dedicandosi alle collezioni d'arte.

## Biografia
Lord Hertford era il figlio di Francis Seymour-Conway, III marchese di Hertford e Maria Emilia Fagnani Seymour-Conway. Aveva due fratelli, Lord Henry Seymour-Conway, anch'egli morto non sposato, e Lady Frances Maria Seymour-Conway (moglie del Marchese de Chevigne). I suoi nonni paterni erano Francis Ingram-Seymour-Conway, II marchese di Hertford e, la sua seconda moglie, Isabella Ingram (figlia maggiore e co-erede di Charles Ingram, nono visconte di Irvine), che fu l'amante del Principe di Galles, in seguito re Giorgio IV.
Sebbene Lord Hertford fosse nato in Inghilterra, fu allevato a Parigi da sua madre, che si era allontanata dal marito.
Fu deputato britannico negli anni 1820, ma trascorse gran parte della sua vita a Parigi, in un grande appartamento in città e, dal 1848, al castello di Bagatelle, una piccola dimora di campagna nel Bois de Boulogne alla periferia della città. Quando gli venne mostrata l'entità dei suoi possedimenti irlandesi, si dice che abbia risposto: "Beh, lo vedo per la prima volta e prego Dio! Per l'ultima volta". Le sue residenze inglesi furono Hertford House a Manchester Square, a Londra, ora sede della Wallace Collection, e Ragley Hall, che appartiene ancora alla famiglia. 
Secondo i fratelli Goncourt, Lord Hertford era "un mostro completo, assoluto, senza vergogna" che una volta dichiarò con orgoglio "quando morirò avrò almeno la consolazione di sapere che non ho mai reso un servizio a nessuno".
Lord Hertford morì nel 1870, a 70 anni a Parigi, celibe e senza eredi legittimi, e il suo titolo passò al suo lontano cugino Francis Seymour-Conway, V marchese di Hertford. Il figlio illegittimo e segretario di Lord Hertford, Richard Wallace (1818-1890), ereditò la sua collezione d'arte.

### Collezione d'arte
La Manchester House (come era conosciuta inizialmente l'attuale Hertford House) fino al 1850 ospitò l'ambasciata francese, ma dal 1852 venne utilizzata principalmente per ospitare oggetti della collezione d'arte di Hertford, il quale era un importante collezionista d'arte. Divenne quella che è oggi la Wallace Collection, dal nome del suo figlio illegittimo Richard Wallace, a cui la lasciò compresa tutta la proprietà che la conteneva. La vedova di Wallace lasciò in eredità la collezione di dipinti e oggetti alla nazione e formò il nucleo della Collezione Wallace.

## Ascendenza
|                                                           |                                        |                                          | Genitori                                |  |  | Nonni |  |  | Bisnonni                                          |  |  | Trisnonni                                      |  |
|                                                           |                                        |                                          |                                         |  |  |       |  |  | 8. Francis Seymour-Conway, I marchese di Hertford |  |  | 16. Francis Seymour-Conway, I barone di Conway |  |
|                                                           |                                        |                                          |                                         |  |  |       |  |  | 8. Francis Seymour-Conway, I marchese di Hertford |  |  | 16. Francis Seymour-Conway, I barone di Conway |  |
|                                                           |                                        | 17. Charlotte Shorter                    |                                         |  |  |       |  |  | 8. Francis Seymour-Conway, I marchese di Hertford |  |  |                                                |  |
| 4. Francis Ingram-Seymour-Conway, II marchese di Hertford |                                        |                                          |                                         |  |  |       |  |  | 8. Francis Seymour-Conway, I marchese di Hertford |  |  |                                                |  |
|                                                           |                                        | 9. Isabella FitzRoy                      | 18. Charles FitzRoy, II duca di Grafton |  |  |       |  |  |                                                   |  |  |                                                |  |
|                                                           |                                        | 9. Isabella FitzRoy                      | 18. Charles FitzRoy, II duca di Grafton |  |  |       |  |  |                                                   |  |  |                                                |  |
|                                                           |                                        | 9. Isabella FitzRoy                      | 19. Henrietta Somerset                  |  |  |       |  |  |                                                   |  |  |                                                |  |
| 2. Francis Seymour-Conway, III marchese di Hertford       |                                        | 9. Isabella FitzRoy                      |                                         |  |  |       |  |  |                                                   |  |  |                                                |  |
|                                                           |                                        | 10. Charles Ingram, IX visconte Irvine   | 20. Charles Ingram                      |  |  |       |  |  |                                                   |  |  |                                                |  |
|                                                           |                                        | 10. Charles Ingram, IX visconte Irvine   | 20. Charles Ingram                      |  |  |       |  |  |                                                   |  |  |                                                |  |
|                                                           |                                        | 10. Charles Ingram, IX visconte Irvine   | 21. Elizabeth Scarborough               |  |  |       |  |  |                                                   |  |  |                                                |  |
| 5. Isabella Ingram                                        |                                        | 10. Charles Ingram, IX visconte Irvine   |                                         |  |  |       |  |  |                                                   |  |  |                                                |  |
|                                                           |                                        | 11. Frances Shepheard                    | 22. Samuel Shepheard                    |  |  |       |  |  |                                                   |  |  |                                                |  |
|                                                           |                                        | 11. Frances Shepheard                    | 22. Samuel Shepheard                    |  |  |       |  |  |                                                   |  |  |                                                |  |
|                                                           |                                        | 11. Frances Shepheard                    | 23. N. Gibson                           |  |  |       |  |  |                                                   |  |  |                                                |  |
| 1. Richard Seymour-Conway, IV marchese di Hertford        |                                        | 11. Frances Shepheard                    |                                         |  |  |       |  |  |                                                   |  |  |                                                |  |
|                                                           | 12. William Douglas, II conte di March | 24. William Douglas, I conte di March    |                                         |  |  |       |  |  |                                                   |  |  |                                                |  |
|                                                           | 12. William Douglas, II conte di March | 24. William Douglas, I conte di March    |                                         |  |  |       |  |  |                                                   |  |  |                                                |  |
|                                                           | 12. William Douglas, II conte di March | 25. Jean Hay                             |                                         |  |  |       |  |  |                                                   |  |  |                                                |  |
| 6. William Douglas, IV duca di Queensberry                | 12. William Douglas, II conte di March |                                          |                                         |  |  |       |  |  |                                                   |  |  |                                                |  |
|                                                           |                                        | 13. Anne Hamilton, II contessa di Ruglen | 26. John Hamilton, I conte di Ruglen    |  |  |       |  |  |                                                   |  |  |                                                |  |
|                                                           |                                        | 13. Anne Hamilton, II contessa di Ruglen | 26. John Hamilton, I conte di Ruglen    |  |  |       |  |  |                                                   |  |  |                                                |  |
|                                                           |                                        | 13. Anne Hamilton, II contessa di Ruglen | 27. Anne Kennedy                        |  |  |       |  |  |                                                   |  |  |                                                |  |
| 3. Maria Emilia Fagnani                                   |                                        | 13. Anne Hamilton, II contessa di Ruglen |                                         |  |  |       |  |  |                                                   |  |  |                                                |  |
|                                                           |                                        | 14. Pietro Brusati                       | …                                       |  |  |       |  |  |                                                   |  |  |                                                |  |
|                                                           |                                        | 14. Pietro Brusati                       | …                                       |  |  |       |  |  |                                                   |  |  |                                                |  |
|                                                           |                                        | 14. Pietro Brusati                       | …                                       |  |  |       |  |  |                                                   |  |  |                                                |  |
| 7. Costanza Brusati, marchesa Fagnani                     |                                        | 14. Pietro Brusati                       |                                         |  |  |       |  |  |                                                   |  |  |                                                |  |
|                                                           |                                        | 15. Antonia Solari                       | …                                       |  |  |       |  |  |                                                   |  |  |                                                |  |
|                                                           |                                        | 15. Antonia Solari                       | …                                       |  |  |       |  |  |                                                   |  |  |                                                |  |
|                                                           |                                        | 15. Antonia Solari                       | …                                       |  |  |       |  |  |                                                   |  |  |                                                |  |
|                                                           |                                        | 15. Antonia Solari                       |                                         |  |  |       |  |  |                                                   |  |  |                                                |  |